# كوله فروان (قارة)

تعديل مصدري - تعديل

كوله فروان هي إحدى قرى عزلة قارة بمديرية قارة التابعة لمحافظة حجة، بلغ تعداد سكانها 579 نسمة حسب تعداد اليمن لعام 2004.